# Perilissus bicolor
Perilissus bicolor là một loài tò vò trong họ Ichneumonidae.